# Erica rossii
Erica rossii är en ljungväxtart som beskrevs av L.J. Dorr. Erica rossii ingår i släktet klockljungssläktet, och familjen ljungväxter. Inga underarter finns listade i Catalogue of Life.